# 吉武莉央
吉武 莉央（よしたけ りお、1997年10月16日 - ）は、福岡県出身のサッカー選手。Jリーグ・SC相模原所属。ポジションはミッドフィールダー。

## 来歴
大津高校では背番号「10」を背負い、3年時には眞鍋旭輝、野田裕喜、河原創、一美和成らとともに全国高等学校サッカー選手権大会に出場。チームは2回戦で敗退したが、自身は大会優秀選手に選ばれている。卒業後は大阪産業大学に進学。
2020年シーズン、宮崎県サッカーリーグ1部のFC延岡AGATAに加入。加入後2年間は新型コロナウイルス感染症の世界的流行に伴ってリーグ自体が中止になってしまったが、九州サッカーリーグに昇格した3年目は19試合で9得点の成績を収めた。
2022年12月24日、SC相模原に完全移籍で加入することが発表された。2023年3月4日、J3リーグ第1節のガイナーレ鳥取戦でJリーグデビューを飾った。3月12日、第2節の福島ユナイテッドFC戦でJ初ゴールを決めた。

## 所属クラブ
- 大津高校
- 大阪産業大学
- 2020年 - 2022年  FC延岡AGATA
- 2023年 -  SC相模原

## 個人成績
| 国内大会個人成績 | 国内大会個人成績 | 国内大会個人成績 | 国内大会個人成績 | 国内大会個人成績 | 国内大会個人成績 | 国内大会個人成績 | 国内大会個人成績 | 国内大会個人成績 | 国内大会個人成績 | 国内大会個人成績 | 国内大会個人成績 |
| 年度             | クラブ           | 背番号           | リーグ           | リーグ戦         | リーグ戦         | リーグ杯         | リーグ杯         | オープン杯       | オープン杯       | 期間通算         | 期間通算         |
| 年度             | クラブ           | 背番号           | リーグ           | 出場             | 得点             | 出場             | 得点             | 出場             | 得点             | 出場             | 得点             |
| 日本             | 日本             | 日本             | 日本             | リーグ戦         | リーグ戦         | リーグ杯         | リーグ杯         | 天皇杯           | 天皇杯           | 期間通算         | 期間通算         |
| ---------------- | ---------------- | ---------------- | ---------------- | ---------------- | ---------------- | ---------------- | ---------------- | ---------------- | ---------------- | ---------------- | ---------------- |
| 2022             | 延岡             | 10               | 九州             | 19               | 9                | -                | -                | -                | -                | 19               | 9                |
| 2023             | 相模原           | 13               | J3               | 31               | 2                | -                | -                | 1                | 0                | 32               | 2                |
| 2024             | 相模原           | 13               | J3               |                  |                  |                  |                  |                  |                  |                  |                  |
| 通算             | 日本             | 日本             | J3               | 31               | 2                | -                | -                | 1                | 0                | 32               | 2                |
| 通算             | 日本             | 日本             | 九州             | 19               | 9                | -                | -                | -                | -                | 19               | 9                |
| 総通算           | 総通算           | 総通算           | 総通算           | 50               | 11               | -                | -                | 1                | 0                | 51               | 11               |

その他の公式戦
- 2022年
  - 全国社会人サッカー選手権大会 5試合0得点
  - 全国地域サッカーチャンピオンズリーグ 3試合0得点

## タイトル

### 個人
- 全国高等学校サッカー選手権大会・優秀選手（2015年）[5]